# Lövenich (Zülpich)
Lövenich is een plaats in de Duitse gemeente Zülpich, deelstaat Noordrijn-Westfalen, en telt 226 inwoners (2006).